# 若月健矢
若月 健矢（わかつき けんや、1995年10月4日 - ）は、埼玉県加須市出身のプロ野球選手（捕手）。右投右打。オリックス・バファローズ所属。
妻は声優の立花理香。

## 経歴

### プロ入り前
小学1年から大桑ジャイアンツで野球を始める。捕手となったきっかけは、入部時に空いていたポジションが捕手だったことにあるという。加須平成中時代に加須シニアで全国8強入り。
花咲徳栄高では1年秋から捕手でレギュラーを獲得。2年生時に監督の助言でプロ入りを志すようになった。「4番・捕手」として関口明大（青山学院大 - 徳島インディゴソックス）とバッテリーを組み3年春の第85回記念選抜高等学校野球大会に出場し、自身は本塁打を放つも1回戦敗退。夏の甲子園は県大会でノーヒットノーランの貢献も、準々決勝で敗れ出場を逃す。同大会終了後、高校日本代表に選出され、第26回18U野球ワールドカップ準優勝を経験した。高校通算28本塁打。高校時代のチームメイトには他に楠本泰史がいる。
2013年10月24日に行われたドラフト会議では、オリックス・バファローズから3位指名を受け、11月21日に契約金5000万円、年俸500万円（金額は推定）で仮契約した。入団当時の背番号は37。

### オリックス時代
2014年は一軍出場こそなかったものの、シーズン終了後にU-21日本代表に選出され、国際舞台の経験を得た。
2015年5月1日に一軍初出場を果たすが、この時は代走のみの起用で、1試合の出場のみで二軍降格となった。シーズン終盤に再度一軍登録され、9月25日の対北海道日本ハムファイターズ戦（京セラドーム大阪）で初の捕手起用・先発出場を果たし、その後計4試合先発マスクを被った。この期間にプロ初安打も記録した。
2016年、前シーズンに正捕手を決めきれなかったオリックスでは、福良淳一監督が捕手全員を横一線で競争させると明言。開幕当初は伊藤光と山崎勝己の併用が続いていたが、6月3日にシーズン2度目の一軍登録を果たした若月は徐々に出場機会を増やし、7月以降は伊藤がマスクを被る金子千尋の先発試合以外はほぼ先発マスクを任されるようになり、チームの7月のシーズン初月間勝ち越しに貢献した。最終的にチームの捕手では最多の85試合に出場した。なお、この年のオリックスは若月、伊藤、山崎、伏見寅威、齋藤俊雄、田中大輔の捕手6名で、日本プロ野球史上初の「シーズンチーム捕逸0」の記録を達成した。
2017年、開幕戦となる3月31日の対東北楽天ゴールデンイーグルス戦（京セラドーム大阪）では、金子千尋とのバッテリーで初の開幕スタメンを勝ち取った。しかし、この試合では5回までに4失点を喫し、サインが合わず金子が苛立ちを見せる場面もあるなどして敗戦し、結局2017年シーズン中に金子と再びバッテリーを組むことはなく、その役目は伊藤光に譲ることとなった。このシーズンも前年同様チームの捕手で最多の100試合に出場したものの、打率が夏場には1割台に低迷したほか、打点・失策数・盗塁阻止率など攻守の指標の多くが2016年を下回った。5月頃から、球場では一部の観客から若月に向けて「頼むから辞めてくれ」などのヤジが飛ぶようになり、若月もシーズン途中から「今の心境」として選手登場曲を中島みゆきの「ファイト!」に変更するなど、苦悩のシーズンを過ごした。オフの11月8日に怪我で辞退した宇佐見真吾に代わり、2017 アジア プロ野球チャンピオンシップの日本代表に選出された。11月25日から台湾で開催される2017アジアウインターベースボールリーグにおいて、NPBウエスタン選抜に選出された。
2018年、正捕手として114試合に出場。打率.245を記録するなど打撃面で成長を見せた。特に対千葉ロッテマリーンズ戦で打率.400、ZOZOマリンスタジアムでは.538を記録した。
2019年、この年から2020年まで選手会長に就任。同年は自己最多の138試合に出場し、リーグ1位の盗塁阻止率.371を記録した。盗塁阻止率のリーグ1位は球団では1992年の中嶋聡以来27年ぶりとなった。打撃では打率.178と低迷した。
2020年は7月21日の対楽天戦（楽天生命パーク宮城）で2点を追う6回一死満塁の打席で宋家豪から放った自身初の満塁本塁打を含む自己最多の1試合5打点を記録した。オフには、背番号を2へ変更した。
2021年、シーズン序盤から伏見寅威、頓宮裕真がマスクをかぶる試合が多く、若月自身は2週間近く出番がない時期もあった。しかし、シーズン中盤からはスタメンマスクを被る機会が増え、68試合に出場した。10月9日の対福岡ソフトバンクホークス戦（福岡PayPayドーム）では自身初のランニング本塁打を放つなど、自己最多となる5本塁打を放った。また、夏場以降はエースである山本由伸とバッテリーを組み、11戦10勝と好成績を記録するとともに、最優秀バッテリー賞に選出された。1年を通して若月は「開幕当初は3人目という位置付けだった。試合に出ることに必死だった。中盤から終盤にかけて試合に出られるようになって、優勝争いの中でマスクをかぶれたのは良い経験になった」と述べている。現状維持となる推定年俸3800万円で契約を更改した。
2022年、8月19日の西武戦で自身初の2打席連続本塁打を記録し、9月15日の日本ハム戦では自身初のサヨナラ適時打を放ち、シーズン4度目のサヨナラ勝ちに貢献するなど、シーズン途中から打撃面での成長を見せた。新型コロナウイルス陽性による離脱もあり、出場試合数は前年と同じ68試合にとどまったものの、打率.281でシーズンを終え、得点圏打率.371と勝負強さも見せた。また、前年同様、エースの山本と多くバッテリーを組み、山本の15勝のうち12勝を若月とのバッテリーであげ、優勝争いのかかった終盤戦は全て若月がマスクを任され、チームの日本一に大きく貢献した。これらが評価され、1000万円増の推定年俸4800万円で契約を更改した。また、山本と2年連続の最優秀バッテリー賞に選出された。
2023年は併用されていた伏見がFA移籍するものの、埼玉西武ライオンズから森友哉が加入。4月1日の開幕2戦目には森が5番・捕手、若月が「8番・指名打者」という打順が組まれ、自身初の指名打者起用に若月は「エイプリルフールかなと思って。そんなわけないやろと、ちょっと思ったんですけど」とコメントしている。なお、同試合ではその起用に答えて4打数2安打を記録し、8回以降は指名打者を解除して捕手のポジションにも就いた。同月30日の対ロッテ戦（京セラドーム大阪）では3-3の同点で迎えた延長11回二死一、二塁の打席で小野郁からサヨナラ適時二塁打を放った。ファン投票並びに選手間投票によりオールスターゲームに選出されていた森が左脚の負傷に出場を辞退したことにより、代替選手として初めてオールスターゲームに選出された。7月22日の対日本ハム戦（ほっともっと神戸）では4-4の同点で迎えた9回一死無走者の打席で宮西尚生から自身初のサヨナラ本塁打を放ち、シーズンでは2度のサヨナラ打を放った。また、同年8月にFA権を取得したが、9月に残留を表明。「早く決めて楽になりたかった」と話した。この年は96試合に出場し、自己最多の6本塁打を記録。森の加入があったものの、捕手での先発出場は83試合で、森の56試合を上回り、この年3年連続山本との最優秀バッテリー賞、自身初となる捕手部門でのゴールデングラブ賞を受賞した。12月10日に臨んだ契約更改では、7200万円増で自身初の1億円の大台到達となる推定年俸1億2000万円で、球団と複数年契約を結んだ。
2024年は8月20日に海外FA権を取得。9月13日の対ソフトバンク戦（京セラドーム大阪）で8回表に本塁クロスプレーの際に二塁走者・栗原陵矢と交錯、頭部を強打して途中交代。翌14日に脳震盪特例措置で出場選手登録を抹消された。同月20日に一軍に合流すると、10月6日の対楽天戦（楽天モバイルパーク宮城）で2回無死満塁の打席で早川隆久から自身4年ぶりの満塁本塁打を放った。シーズン通算では前年と同じく96試合に出場、打率.201、3本塁打、18打点で打撃成績は前年を下回ったが、守備ではリーグトップの盗塁阻止率.474を好成績を残した。オフの11月22日に1000万円増となる推定年俸1億3000万円で契約を更改、来季からは2020年以来の選手会長に再任することが発表された。
2025年は開幕戦でサヨナラ打を放ち、岸田護新監督の初勝利に貢献した。4月18日の対日本ハム戦でもサヨナラ打を放った。

## 選手としての特徴
二塁送球が1.9秒を切る強肩と送球の安定感が売り。体も強く、努力家である点もプロ入りに際して評価された。
若月のリードについて、オリックス入団直後から2020年までバッテリーコーチとして指導してきた鈴木郁洋は、「バッターの反応もよく見れるし、もともとバッターを抑える感覚を持っている」「何回教えてもできない子もいるそういう感覚を、あいつはプロに入ってきた時から持っていた」と評している。

## 人物
愛称は「ケンケン」。
趣味は漫画を読むこと。先述の中島みゆきの他、尾崎豊や光GENJIなど、自身が生まれる前の昭和期のヒットソングを嗜好し、登場曲に多く選択している。
2019年12月28日、声優の立花理香との結婚をスポーツニッポン紙上で発表した。
2022年7月24日、京セラドーム大阪で行われた福岡ソフトバンクホークス戦でお立ち台に立った際、第1子誕生を報告した。

## 詳細情報

### 年度別打撃成績
| 年 度      | 球 団      | 試 合 | 打 席 | 打 数 | 得 点 | 安 打 | 二 塁 打 | 三 塁 打 | 本 塁 打 | 塁 打 | 打 点 | 盗 塁 | 盗 塁 死 | 犠 打 | 犠 飛 | 四 球 | 敬 遠 | 死 球 | 三 振 | 併 殺 打 | 打 率 | 出 塁 率 | 長 打 率 | O P S |
| ---------- | ---------- | ----- | ----- | ----- | ----- | ----- | -------- | -------- | -------- | ----- | ----- | ----- | -------- | ----- | ----- | ----- | ----- | ----- | ----- | -------- | ----- | -------- | -------- | ----- |
| 2015       | オリックス | 5     | 11    | 11    | 0     | 1     | 0        | 0        | 0        | 1     | 0     | 0     | 0        | 0     | 0     | 0     | 0     | 0     | 2     | 1        | .091  | .091     | .091     | .182  |
| 2016       | オリックス | 85    | 262   | 229   | 22    | 52    | 13       | 0        | 0        | 65    | 20    | 0     | 0        | 23    | 0     | 4     | 1     | 6     | 42    | 5        | .227  | .259     | .284     | .543  |
| 2017       | オリックス | 100   | 256   | 218   | 16    | 44    | 8        | 2        | 1        | 59    | 18    | 0     | 0        | 23    | 2     | 10    | 0     | 3     | 50    | 9        | .202  | .245     | .271     | .515  |
| 2018       | オリックス | 114   | 302   | 269   | 22    | 66    | 9        | 2        | 1        | 82    | 27    | 1     | 0        | 23    | 1     | 7     | 0     | 2     | 80    | 6        | .245  | .269     | .305     | .574  |
| 2019       | オリックス | 138   | 348   | 298   | 21    | 53    | 9        | 0        | 1        | 65    | 21    | 2     | 0        | 25    | 0     | 21    | 1     | 4     | 73    | 4        | .178  | .241     | .218     | .460  |
| 2020       | オリックス | 75    | 215   | 192   | 14    | 46    | 12       | 0        | 3        | 67    | 19    | 2     | 0        | 8     | 1     | 9     | 0     | 5     | 40    | 4        | .240  | .290     | .349     | .639  |
| 2021       | オリックス | 68    | 140   | 117   | 11    | 25    | 4        | 0        | 5        | 44    | 16    | 1     | 0        | 9     | 1     | 11    | 0     | 2     | 27    | 2        | .214  | .290     | .376     | .666  |
| 2022       | オリックス | 68    | 193   | 171   | 16    | 48    | 7        | 0        | 4        | 67    | 14    | 3     | 1        | 9     | 1     | 9     | 0     | 3     | 34    | 5        | .281  | .326     | .392     | .718  |
| 2023       | オリックス | 96    | 318   | 286   | 27    | 73    | 14       | 1        | 6        | 107   | 17    | 2     | 1        | 16    | 0     | 15    | 1     | 1     | 66    | 15       | .255  | .295     | .374     | .669  |
| 2024       | オリックス | 96    | 299   | 264   | 13    | 53    | 9        | 1        | 3        | 73    | 18    | 0     | 1        | 19    | 3     | 10    | 2     | 3     | 59    | 8        | .201  | .236     | .277     | .512  |
| 通算：10年 | 通算：10年 | 845   | 2344  | 2055  | 162   | 461   | 85       | 6        | 24       | 630   | 170   | 11    | 3        | 155   | 9     | 96    | 5     | 29    | 473   | 59       | .224  | .268     | .307     | .574  |

- 2024年度シーズン終了時
- 各年度の太字はリーグ最高

### 年度別守備成績
| 年 度 | 球 団      | 捕手  | 捕手  | 捕手  | 捕手  | 捕手  | 捕手     | 捕手  | 捕手     | 捕手     | 捕手     | 捕手     |
| 年 度 | 球 団      | 試 合 | 刺 殺 | 補 殺 | 失 策 | 併 殺 | 守 備 率 | 捕 逸 | 企 図 数 | 許 盗 塁 | 盗 塁 刺 | 阻 止 率 |
| ----- | ---------- | ----- | ----- | ----- | ----- | ----- | -------- | ----- | -------- | -------- | -------- | -------- |
| 2015  | オリックス | 4     | 28    | 2     | 0     | 0     | 1.000    | 0     | 1        | 1        | 0        | .000     |
| 2016  | オリックス | 84    | 503   | 56    | 3     | 4     | .995     | 0     | 60       | 43       | 17       | .283     |
| 2017  | オリックス | 99    | 533   | 59    | 5     | 6     | .992     | 2     | 51       | 38       | 13       | .255     |
| 2018  | オリックス | 114   | 657   | 77    | 2     | 8     | .997     | 2     | 62       | 43       | 19       | .306     |
| 2019  | オリックス | 138   | 835   | 85    | 3     | 7     | .9967    | 3     | 70       | 44       | 26       | .371     |
| 2020  | オリックス | 71    | 461   | 36    | 2     | 3     | .996     | 1     | 45       | 35       | 10       | .222     |
| 2021  | オリックス | 67    | 358   | 31    | 1     | 3     | .997     | 0     | 23       | 18       | 5        | .217     |
| 2022  | オリックス | 65    | 438   | 51    | 5     | 10    | .990     | 1     | 43       | 24       | 19       | .442     |
| 2023  | オリックス | 92    | 657   | 54    | 2     | 3     | .997     | 1     | 41       | 29       | 12       | .293     |
| 2024  | オリックス | 96    | 672   | 82    | 4     | 9     | .995     | 3     | 57       | 30       | 27       | .474     |
| 通算  | 通算       | 830   | 5142  | 533   | 27    | 53    | .995     | 13    | 453      | 305      | 148      | .327     |

- 2024年度シーズン終了時[注 2]
- 各年度の太字はリーグ最高
- 太字年はゴールデングラブ賞受賞年

### 表彰
- ゴールデングラブ賞：1回（捕手部門：2023年[44]）
- 最優秀バッテリー賞：3回
  - 2021年 投手：山本由伸[27]
  - 2022年 投手：山本由伸[34]
  - 2023年 投手：山本由伸[41]
- 月間最優秀バッテリー賞：5回
  - 2021年
    - 8月、9月、10月 投手：山本由伸

  - 2022年
    - 6・7月、9月 投手：山本由伸
- 月間サヨナラ賞：1回（2025年5月[60]）

### 記録
初記録
- 初出場：2015年5月1日、対福岡ソフトバンクホークス7回戦（京セラドーム大阪）、10回裏に平野恵一の代走で出場
- 初先発出場：2015年9月25日、対北海道日本ハムファイターズ23回戦（京セラドーム大阪）、9番・捕手で先発出場
- 初打席：同上、3回裏に斎藤佑樹から空振り三振
- 初安打：2015年9月28日、対東北楽天ゴールデンイーグルス25回戦（京セラドーム大阪）、3回裏に戸村健次から左前安打
- 初打点：2016年6月19日、対東北楽天ゴールデンイーグルス11回戦（沖縄セルラースタジアム那覇）、4回裏に釜田佳直から中前適時打
- 初本塁打：2017年10月6日、対福岡ソフトバンクホークス25回戦（福岡 ヤフオク!ドーム）、5回表に千賀滉大から左越えソロ
- 初盗塁：2018年5月22日、対東北楽天ゴールデンイーグルス10回戦（楽天生命パーク宮城）、4回表に二盗（投手・池田隆英 捕手・嶋基宏）

その他の記録
- オールスターゲーム出場：2回（2023年、2025年）

### 背番号
- 37（2014年[9] - 2020年）
- 2（2021年[24] - ）

### 登場曲
- 「DAN DAN 心魅かれてく」FIELD OF VIEW、ZARD（2015年 - ）
- 「シェリー」尾崎豊（2016年）
- 「僕が僕であるために」尾崎豊（2016年）[13]
- 「ファイト!」中島みゆき（2017年途中）
- 「パラダイス銀河」光GENJI（2018年 - ）[注 3]
- 「YUME日和」島谷ひとみ（2019年）
- 「僕のこと」Mrs. GREEN APPLE

※奇数打席
- 「ヒーロー」麻倉未稀

※偶数打席（共に2020年）
- 「ガラスの十代」光GENJI（2021年 - ）
- 「カイホウエクササイズ」あめんぼぷらす（2023年 - ）
- 「ひとりじゃない」DEEN(2023年-)

### 代表歴
- 第26回18U野球ワールドカップ日本代表
- 第1回21U野球ワールドカップ:野球日本代表
- 2017 アジア プロ野球チャンピオンシップ 日本代表
- 2017アジアウインターベースボールリーグ：NPBウエスタン選抜[19]